# Clinanthus
Clinanthus Herb. – rodzaj roślin z rodziny amarylkowatych, obejmujący 22 gatunki, występujące w zachodniej Ameryce Południowej, od północno-zachodniej Argentyny do Ekwadoru.

## Morfologia

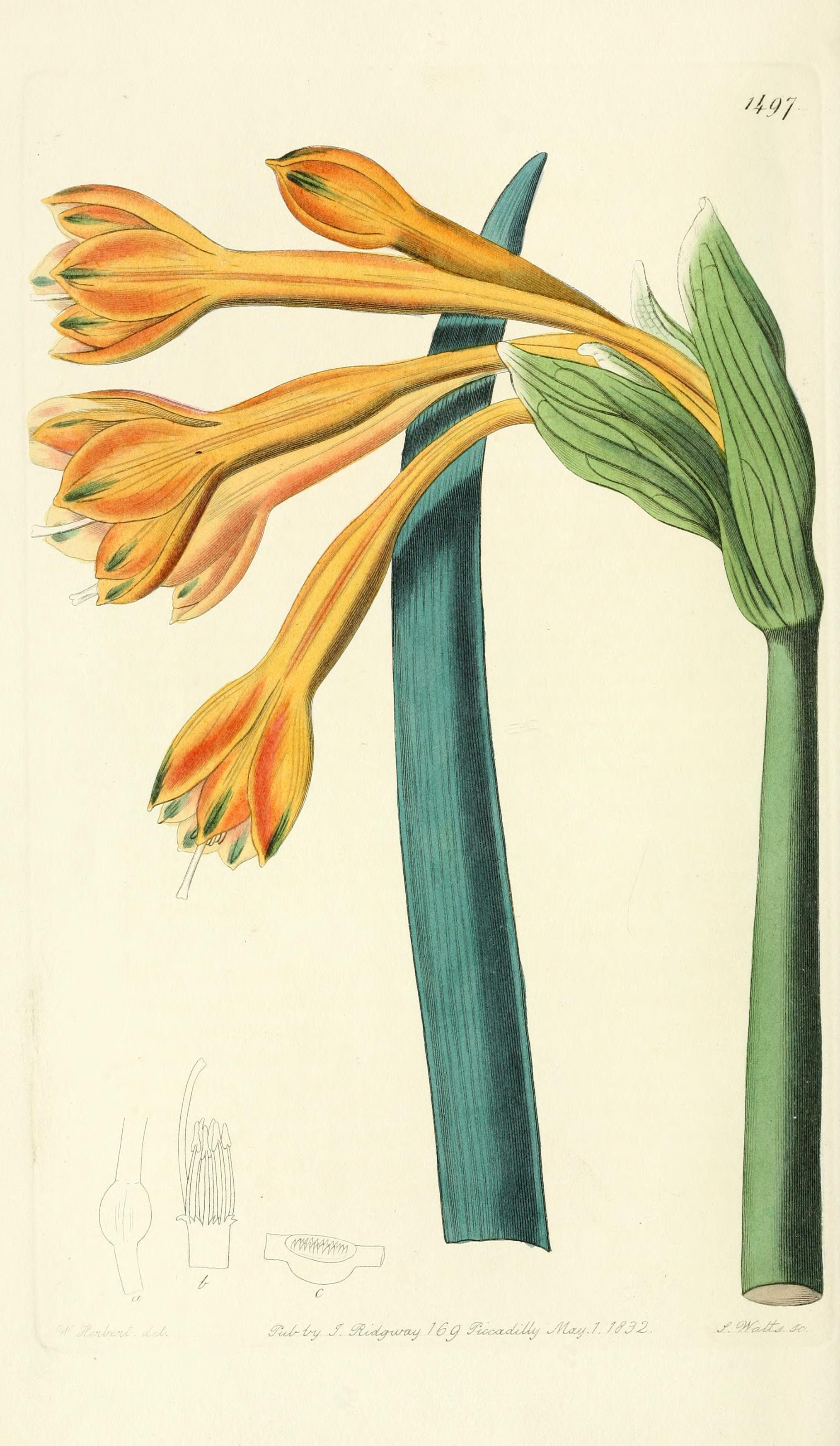
Budowa C. fulvus

PokrójWieloletnie, cebulowe rośliny zielne.
LiścieSiedzące, równowąskie, o długości do 50–60 cm.
KwiatyDuże i efektowne, lejkowato-dzwonkowate, lejkowate lub rurkowate, głównie różowe lub czerwone, często zielone wierzchołkowo, zebrane od dwóch do dziesięciu w kwiatostan wyrastający na spłaszczonym, oskrzydlonym głąbiku. Listki okwiatu w dolnej części zrośnięte w rurkę, dłuższą od odcinka, na którym są wolne. Sześć pręcików zrośniętych u nasady w cylindryczny kielich, wyrastający ponad rurkę, często z małym zębatym wyrostkiem pomiędzy poszczególnymi pręcikami. Zalążnia dolna, zbudowana z trzech owocolistków, trójkomorowa, zawierająca wiele zalążków w każdej komorze. Szyjka słupka nitkowata, wydłużona, zakończona główkowatym znamieniem.
OwocePękające torebki, zawierające liczbe brązowe lub czarne, lekko oskrzydlone nasiona.

## Systematyka

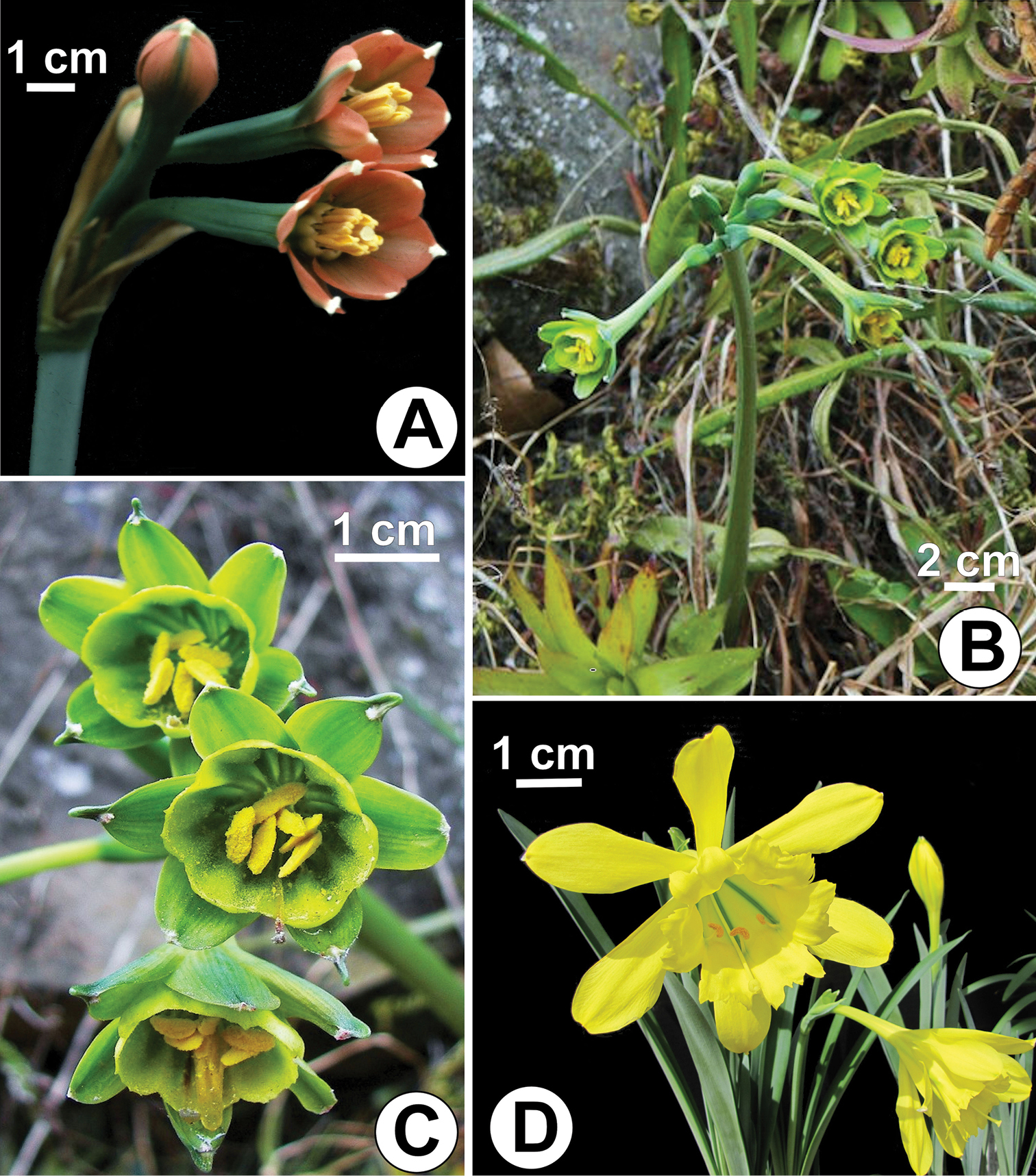
A: C. mirabilis, B-C: C. viridiflorus, D: Paramongaia woberbaueri

Pozycja systematycznaRodzaj z plemienia Clinantheae, podrodziny amarylkowych Amaryllidoideae z rodziny amarylkowatych Amaryllidaceae.
Wykaz gatunków
- Clinanthus callacallensis (Ravenna) Meerow
- Clinanthus campodensis (Ravenna) Meerow
- Clinanthus caracensis (Ravenna) Meerow
- Clinanthus chihuanhuayu (Cárdenas) Meerow
- Clinanthus coccineus (Ruiz & Pav.) Meerow
- Clinanthus croceus (Savigny) Meerow
- Clinanthus elwesii (Baker) Meerow
- Clinanthus flammidus (Ravenna) Meerow
- Clinanthus fulvus (Herb.) Meerow
- Clinanthus glareosus (Ravenna) Meerow
- Clinanthus humilis (Herb.) Meerow
- Clinanthus imasumacc (Vargas) Meerow
- Clinanthus incarnatus (Kunth) Meerow
- Clinanthus incarum (Kraenzl.) Meerow
- Clinanthus inflatus Meerow & A.Cano
- Clinanthus luteus Herb.
- Clinanthus macleanicus (Herb.) Meerow
- Clinanthus microstephium Ravenna) Meerow
- Clinanthus recurvatus Ruiz & Pav.) Meerow
- Clinanthus ruber (Herb.) Meerow & A.Cano
- Clinanthus sunchubambae Ravenna) Meerow
- Clinanthus variegatus Ruiz & Pav.) Meerow